# کاستانا
کاستانا (به ایتالیایی: Castana) یک کومونه در ایتالیا است که در استان پاویا واقع شده‌است. کاستانا ۵٫۲ کیلومتر مربع مساحت و ۷۳۹ نفر جمعیت دارد.